# Деон Томас
Деон Ла велле Томас (нар. 24 лютого 1971) — американсько-ізраїльський баскетболіст. Як гравець середньої школи, він привів свою команду до титулу Чиказької ліги публічних шкіл та за підсумками сезону його назвали Містером Баскетболу Іллінойсу. Баскетбольну кар'єру в Університеті Іллінойсу завершив як найкращий бомбардир за всю історію «Файтинг Ілайнай». Вибраний «Даллас Маверікс» на драфті НБА 1994 року, він вирішив грати в професійний баскетбол в Європі та Ізраїлі.
Томас був зірковим баскетболістом у чиказькій середній професійній школі ім. Ніла Ф. Симеона, яку закінчив у 1989 році. У 1988 році він привів «Волворинс» до титулу Чиказької ліги публічних шкіл. Згодом його назвали Містером Баскетбол штату Іллінойс і грав у Всеамериканській грі Мак-Дональда, у якій також брав участь Шакіл О'Ніл, майбутня зірка НБА.

## Студентська кар'єра
Томас грав у баскетбол в Університеті Іллінойсу. Томас завершив свою кар'єру як найкращий бомбардир за всю історію «Файтинг Ілайнай», набравши за кар'єру 2129 очок з середнім показником за гру 18,0 очок. Томас — єдиний баскетболіст серед чоловіків в історії університету, який набрав щонайменше 2000 очок за кар'єру. У 2004 році Томаса обрали до збірної команди університету.

## Професійна кар'єра
Томаса обрали в «Даллас Маверікс» на драфті НБА 1994 року. Томас відвідував мінітабір, але ніколи не грав у НБА, надавши перевагу професійному баскетболу у Європі й Ізраїлі. Томас грав два роки в Ізраїлі за «Маккабі» (Тель-Авів), вигравши чемпіонат Ізраїлю, Кубок Ізраїлю та двічі чемпіонат Євроліги. Томас не грав у «Фіналі чотирьох» 2005 року через травму ноги. Ця травма змусила його залишити «Маккабі». Потім він приєднався до грецької команди «Гімнастікос С. Ларіссас», болгарської команди «ЦСКА» (Софія), а потім повернувся до Ізраїлю, де грав за «Гіват Шмуель». Потім він грав за «Маккабі Хайфа», також в Ізраїлі.
Він є одним із найуспішніших американських професіоналів усіх часів у європейських лігах. Томас кілька разів проминув добру нагоду грати в НБА. 13 листопада 2006 року в інтерв'ю болгарській газеті «Тема спорт» і болгарському телебаченню «Channel 3» Деон Томас заперечував будь-які правопорушення і поклявся, що нічого не отримував від Університету Іллінойсу, як стверджував Брюс Перл. За його словами, рішення грати за Іллінойс прийняла його бабуся.

## Кар'єра тренера/спортивного коментатора
У 2009 році Томас став головним тренером чоловічої баскетбольної команди в коледжі Льюїса та Кларка у Годфрі, штат Іллінойс. У квітні 2014 року Томаса призначили помічником тренера в Іллінойському університеті у Чикаго. У 2016 році його найняла Fighting Illini Sports Network як коментатора баскетбольних матчів спільно з Дугом Альтенбергером.

## Особисте життя
Томас отримав громадянство Ізраїлю та одружений з ізраїльтянкою.

## Відзнаки

### Школа
- 1988 — Асоціація середніх шкіл Іллінойсу (АСШІ) 1 місце на чемпіонаті штату
- 1988 — АСШІ змагання штату Загальнотурнірна команда[8]
- 1989 — АСШІ 1 місце на чемпіонаті штату
- 1989 — журнал «Парейд» 1 всеамериканська команда[9]
- 1989 — Всеамериканська гра Мак-Дональда[10][11]
- 1989 — Містер Баскетбол Іллінойсу
- 2015 — Зали слави Асоціації баскетбольних тренерів штату Іллінойс як гравець[12]

### Коледж
- 1991 — 3-я команда Big Ten
- 1992 — помічник капітана команди «Іллайнай»[13]
- 1992 — найцінніший гравець «Іллайнай»
- 1992 — 2-а команда Big Ten
- 1993 — помічник капітана команди «Іллайнай».
- 1993 — найцінніший гравець «Іллайнай»
- 1993 — 2-а команда Big Ten
- 1994 — помічник капітана «Іллайнай».
- 1994 — найцінніший гравець «Іллайнай»
- 1994 — 2-а команда Big Ten
- 1994 — Почесна згадка Всеамериканського баскетболу
- 2004 — обраний до чоловічої баскетбольної команди «Іллайнай» століття.
- 2008 — вшанований як один із тридцяти трьох почесних футболок, які висять у State Farm Center, як повага до найтитулованішого баскетболіста в історії Університету Іллінойсу.
- 2019 — Зал спортивної слави Університету Іллінойсу в Урбана-Шампейн[14]

## Студентська статистика

### Університет Іллінойсу
| Сезон    | Ігри | Очки   | PPG  | Field Goals | Attempts | Avg  | Free Throws | Attempts | Avg  | Rebounds | Avg | Assists | APG | Blocks | BPG | Steals | SPG |
| -------- | ---- | ------ | ---- | ----------- | -------- | ---- | ----------- | -------- | ---- | -------- | --- | ------- | --- | ------ | --- | ------ | --- |
| 1990–91  | 30   | 452    | 15.1 | 172         | 298      | .577 | 108         | 168      | .643 | 203      | 6.8 | 18      | 0,6 | 54     | 1.8 | 10     | 0,3 |
| 1991–92  | 28   | 542    | 19.4 | 199         | 340      | .585 | 144         | 218      | .661 | 193      | 6.9 | 20      | 0,7 | 44     | 1.6 | 25     | 0,9 |
| 1992–93  | 32   | 587    | 18.3 | 225         | 371      | .606 | 137         | 212      | .646 | 256      | 8.0 | 37      | 1.2 | 42     | 1.3 | 17     | 0,5 |
| 1993–94  | 28   | 548    | 19.6 | 207         | 327      | .633 | 133         | 192      | .693 | 194      | 6.9 | 43      | 1.5 | 37     | 1.3 | 23     | 0,8 |
| Підсумок | 118  | 2129 * | 18.0 | 803 *       | 1336     | .601 | 522         | 790 *    | .661 | 846      | 7.2 | 118     | 1.0 | 177    | 1.5 | 75     | 0,6 |

- Лідер за весь час в історії університету Іллінойсу[15]